# کرامه، صافیتا
کرامه (به عربی: الکرامة) یک روستا در سوریه است که در استان طرطوس واقع شده‌است.